# Cory Doctorow
Cory Efram Doctorow (Toronto, 17 de julio de 1971) es un bloguero, podcaster, periodista y autor de ciencia ficción canadiense. Doctorow es coeditor del blog Boing Boing. Es un activista a favor de liberalizar las leyes de derechos de autor y defensor a ultranza de la organización Creative Commons, usando algunas de sus licencias para sus libros. Algunos temas comunes de su obra incluyen la gestión de derechos digitales, el intercambio de archivos y la post-escasez. También estuvo involucrado en los correos electrónicos y creación de proyectos W3C-EME. Creó el término enshittification («decadencia de plataformas» o «mierdificación»).

## Creador del neologismo mierdificación
Cory Doctorow acuñó el término enshittification. Este neologismo se puede traducir al español como: «decadencia de plataformas» o «mierdificación». El término se usó por primera vez el 21 de enero de 2023 en un artículo publicado en su blog Pluralistic. Seis meses después, la revista Wired (especializada en tecnología y sociedad) publicó el artículo. Fue elegida «Palabra del año 2023», por The American Dialect Society («Sociedad Americana del Dialecto», trad libre), en enero de 2024.

## Obras literarias

### Ficción
- 2003: A Place So Foreign and Eight More
- 2003: Down and Out in the Magic Kingdom
- 2004: Eastern Standard Tribe
- 2005: Someone Comes to Town, Someone Leaves Town
- 2007: Overclocked: Stories of the Future Present
- 2007: Backup
- 2008: Pequeño hermano (Little Brother)
- 2008: Upload
- 2009: Makers
- 2010: For the Win
- 2011: The Great Big Beautiful Tomorrow
- 2011: With a Little Help
- 2011: Chicken Little
- 2012:  The Rapture of the Nerds: A tale of the singularity, posthumanity, and awkward social situations
- 2012: Pirate Cinema
- 2013: Homeland
- 2017: Walkaway
- 2023: The Lost Cause. Tor. ISBN 9781035902231
- 2025: Enshittification: Why Everything Suddenly Got Worse and What to Do About It.MISBN 9780374619329

### Antologías
- 2008: Cory Doctorow's Futuristic Tales Of The Here And Now
- 2008: Wastelands: Stories of the Apocalypse
- 2010: Before They Were Giants: First Works from Science Fiction Greats (Planet Stories)
- 2011: Technology Review: The Best New Science Fiction (TRSF, Vol. 1)
- 2012: Clockwork Fagin (Free Preview of a story from Steampunk!)
- 2012: Imaginarium 2012: The Best Canadian Speculative Writing
- 2012: Robots: The Recent A.I.
- 2012: Share or Die: Voices of the Get Lost Generation in the Age of Crisis

### Otros
- 2000: Complete Idiot's Guide to Publishing Science Fiction
- 2002: Essential Blogging: Selecting and Using Weblog Tools'
- 2004: Ebooks: Neither E, Nor Books
- 2008: Content: Selected Essays on Technology, Creativity, Copyright, and the Future of the Future
- 2011: Context

## Premios
- 2000: Premio John W. Campbell al mejor nuevo escritor.[12]
- 2004: Premio Locus a la mejor primera novela por Down and Out in the Magic Kingdom.[13]
- 2004: Sunburst Award Shortlist por A Place So Foreign and Eight More.[14]
- 2007: The Electronic Frontier Foundation Pioneer Award.[15]
- 2008: Premio Locus a la mejor novela corta por After the Siege,[16] historia que aparece en Overclocked: Stories of the Future Present.

### PorPequeño hermano
- 2009: Premio John W. Campbell Memorial a la mejor novela de ciencia ficción[17]
- 2009: Premio Prometheus a la mejor novela[18]
- 2009: Sunburst Award[19]
- 2009: White Pine Award[20]